# Zwillingsschachtschleuse Eisenhüttenstadt
Die Zwillingsschachtschleuse Eisenhüttenstadt, früher Zwillingsschachtschleuse Fürstenberg genannt, bildet die östlichste Kanalstufe in der Bundeswasserstraße Spree-Oder-Wasserstraße. Sie liegt im Stadtgebiet von Eisenhüttenstadt im deutschen Bundesland Brandenburg. Die Schleuse befindet sich in der Zuständigkeit des Wasserstraßen- und Schifffahrtsamtes Spree-Havel. Die Fallhöhe beträgt maximal 14 Meter.

## Geschichte

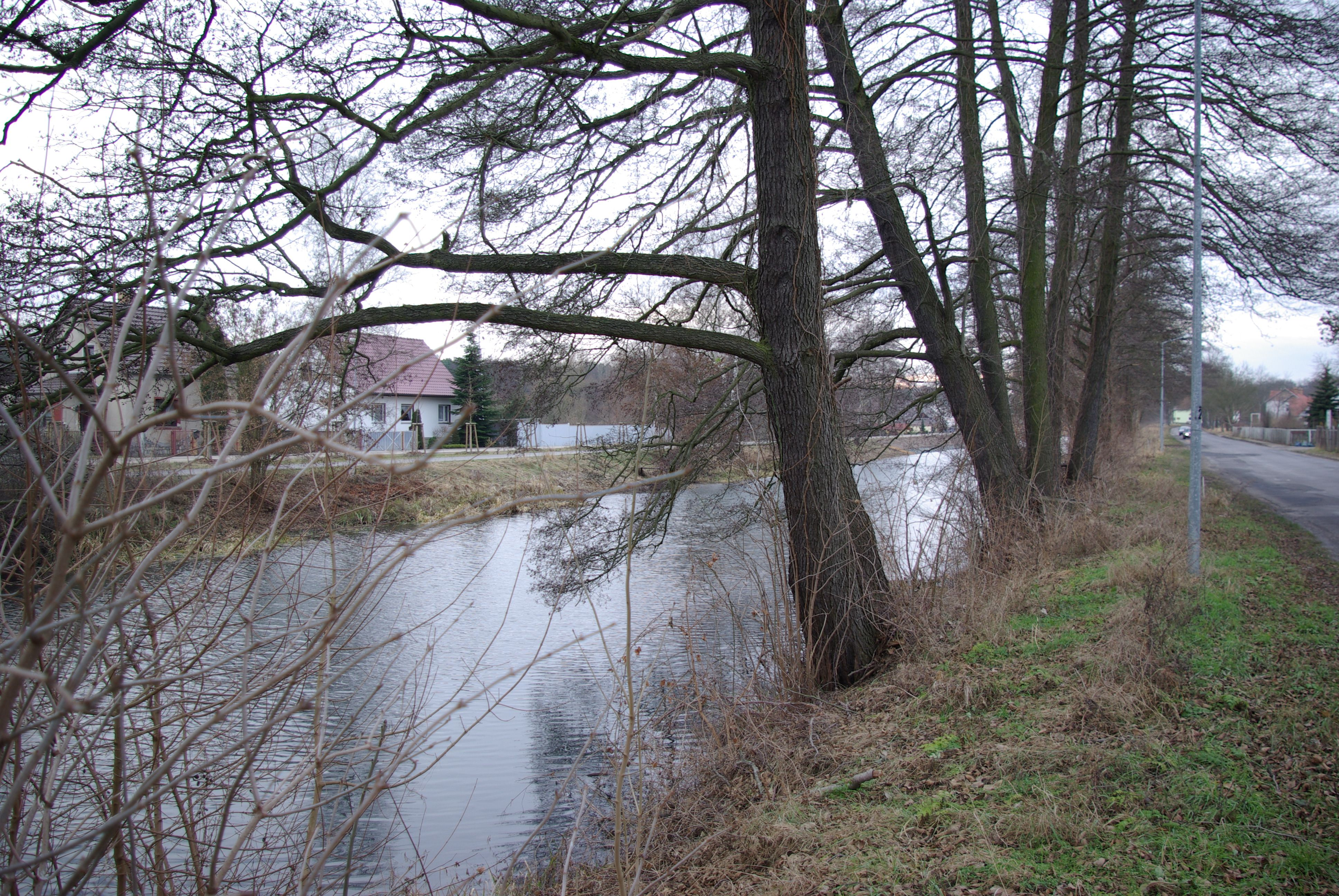
Friedrich-Wilhelm-Kanal bei Brieskow-Finkenheerd

Der Friedrich-Wilhelm-Kanal, vorher Müllroser Kanal, war die erste künstliche Wasserstraße, die die Spree mit der Oder verband. Von Neuhaus an der Spree bis Brieskow an der Oder führte der 1668 fertiggestellte Kanal. Er war etwa 27 Kilometer lang. Diese Wasserstraße war 200 Jahre lang die wichtigste Verbindung auf dem Wasserweg im Binnenland zwischen Hamburg, Berlin und Breslau.
Die mit der Kanalschifffahrt einhergehende Verringerung der Frachtkosten hatte positive wirtschaftliche Auswirkungen auf die genannten Städte. Ab den 1860er Jahren geriet der Kanal zunehmend an seine Kapazitätsgrenze und so wurde 1886 der Bau des Oder-Spree-Kanals beschlossen. Ein Teil des Friedrich-Wilhelm-Kanals, etwa 11,3 Kilometer von der ehemaligen Buschschleuse, 2,5 Kilometer nordöstlich von Neuhaus, bis nach Schlaubehammer ging im Oder-Spree-Kanal auf. Der Abschnitt vom Wergensee bis zum Oder-Spree-Kanal, als Neuhauser Speisekanal bezeichnet, dient seit 1892 zur Speisung der Scheitelhaltung des Kanals.

## Zwillingsschachtschleuse
Der Grundstein für die Zwillingsschachtschleuse wurde am 1. August 1925 gelegt. Das Bauwerk ist auf einer etwa 20 Meter unter dem Gelände anliegenden Tonschicht gegründet. Für den Bau der Schleuse wurden 130.000 Kubikmeter Gussbeton und 6.000 Tonnen Stahleinlagen benötigt. Am 1. November 1929 erfolgte die Verkehrsfreigabe.
Die Schleusenanlage besteht aus zwei nebeneinanderliegenden Kammern mit 34 Meter Achsabstand, dem Hauptbetriebsgebäude und kleineren Nebengebäuden. Jede Kammer hat eine Länge von 130 Meter und ist 12 Meter breit. Die Schleusenkammern bestehen aus Stahlbeton. Die Gestaltung des Abstiegsbauwerkes als Zwillingsschleuse ermöglicht eine schnelle Abwicklung des Schiffsverkehrs.
Die Doppelschleuse wurde als Sparschleuse mit einer besonderen Betriebsart geplant und gebaut. In der Regel steht eine Kammer im Oberwasser, die andere Kammer im Unterwasser. Beim Schleusen wird gleichzeitig in einer Kammer nach oben und in der anderen hinab geschleust. Hierbei wird zuerst der Wasserspiegel in beiden Kammern durch Verbindungskanäle nach dem Prinzip der miteinander kommunizierenden Röhren ausgepegelt. Anschließend wird dann die eine Kammer mittels Rollkeilschützen nach dem Unterwasser entleert und die andere Kammer aus dem Oberwasser gefüllt. Damit ist theoretisch eine 50-prozentige Wassereinsparung gegenüber Einzelschleusungen möglich. Der Schleusungsvorgang dauert etwa 30 Minuten. Bei jeder Schleusung werden trotzdem etwa 11000 Kubikmeter Wasser aus dem Kanal verbraucht, welches mittels angeschlossener Pumpwerke wieder in die obere Haltung gepumpt werden muss. Die Oberhäupter der Schleusen werden durch Klapptore verschlossen, die Unterhäupter durch Hubtore.
Östlich, unmittelbar an der Schleuse quert eine Straßenbrücke (Gubener Straße / L 372) und etwa 50 Meter weiter eine Eisenbahnbrücke das Unterwasser.

## Schleusentreppe Fürstenberg
Im Jahr 1889 wurde als Verbindung des neuen Kanals zur Oder eine dreistufige Schleusentreppe mit Oberer, Mittlerer und Unterer Schleuse südlich der Stadt Fürstenberg/Oder errichtet. Auf einer Kanalstrecke von etwa drei Kilometern überwanden sie die mittlere Fallhöhe von 14 Metern zur Oder. Reste der Schleusen und des Abstiegskanals sind erhalten.

## Wasserzuführung für die Scheitelhaltung
Jeder Schleusenvorgang erzeugt Wasserverluste in der Scheitelhaltung des Oder-Spree-Kanals zwischen den Schleusen Kersdorf und Fürstenberg/Oder, da diesem Kanalabschnitt natürliche Zuflüsse fehlen. Um diese Wasserverluste auszugleichen, wurde bereits 1892 das Pumpwerk Neuhaus im Neuhauser Speisekanal errichtet. Mittels des Pumpwerks wird über den Kanal Wasser aus dem Wergensee in die Scheitelhaltung des Oder-Spree-Kanals gefördert. In den Jahren 1916/17 kam als Ergänzung am unteren Vorhafen an der Unterschleuse Fürstenberg das Pumpwerk Fürstenberg dazu. Dieses Pumpwerk förderte Wasser aus der Oder in die Haltung zwischen Oberschleuse und Mittelschleuse des Kanals. Mit der Fertigstellung der Zwillingsschachtschleuse 1929 wurde ein neuer Speisekanal vom Pumpwerk an der Unterschleuse zum oberen Vorhafen der Zwillingsschachtschleuse gebaut.

## Karten
- Folke Stender: Sportschifffahrtskarten Binnen 1. Nautische Veröffentlichung Verlagsgesellschaft, 1993, ISBN 3-926376-10-4.
- W. Ciesla, H. Czesienski, W. Schlomm, K. Senzel, D. Weidner: Schiffahrtskarten der Binnenwasserstraßen der Deutschen Demokratischen Republik 1:10.000. Band 4. Wasserstraßenaufsichtsamt der DDR, Berlin 1988, OCLC 830889996.